# Kota Fujimoto
Kota Fujimoto (Kumamoto, 2 april 1986) is een Japans voetballer.

## Carrière
Kota Fujimoto tekende in 2005 bij Cerezo Osaka.